# Ronaldo Maczinski
Ronaldo, właśc. Ronaldo Maczinski (ur. 11 września 1980 w Reboucas) – brazylijski piłkarz pochodzenia polskiego, występujący na pozycji napastnika.
W swojej karierze rozegrał 35 spotkań i zdobył 3 bramki w Primeira Liga.